# جيسي رومبيس
جيسي رومبيس مواليد 14 أبريل 1990 في جاكرتا، هي لاعبة كرة مضرب إندونيسية بدأت مسيرتها كمحترفة سنة 2004 تلعب باليد اليمنى. أعلى تصنيف لها في الفردي كان المركز الـ 413 في سنة 2011.

## روابط خارجية
- جيسي رومبيس على موقع رابطة محترفات التنس (الإنجليزية)
- جيسي رومبيس على موقع الاتحاد الدولي لكرة المضرب (الإنجليزية)
- جيسي رومبيس على موقع كأس بيلي جين كينغ (الإنجليزية)
- جيسي رومبيس على موقع بطولة ويمبلدون (الإنجليزية)
- جيسي رومبيس على موقع خلاصة التنس.كوم (الإنجليزية)
- جيسي رومبيس على موقع إي إس بي إن.كوم (الإنجليزية)